# خنده در جانوران

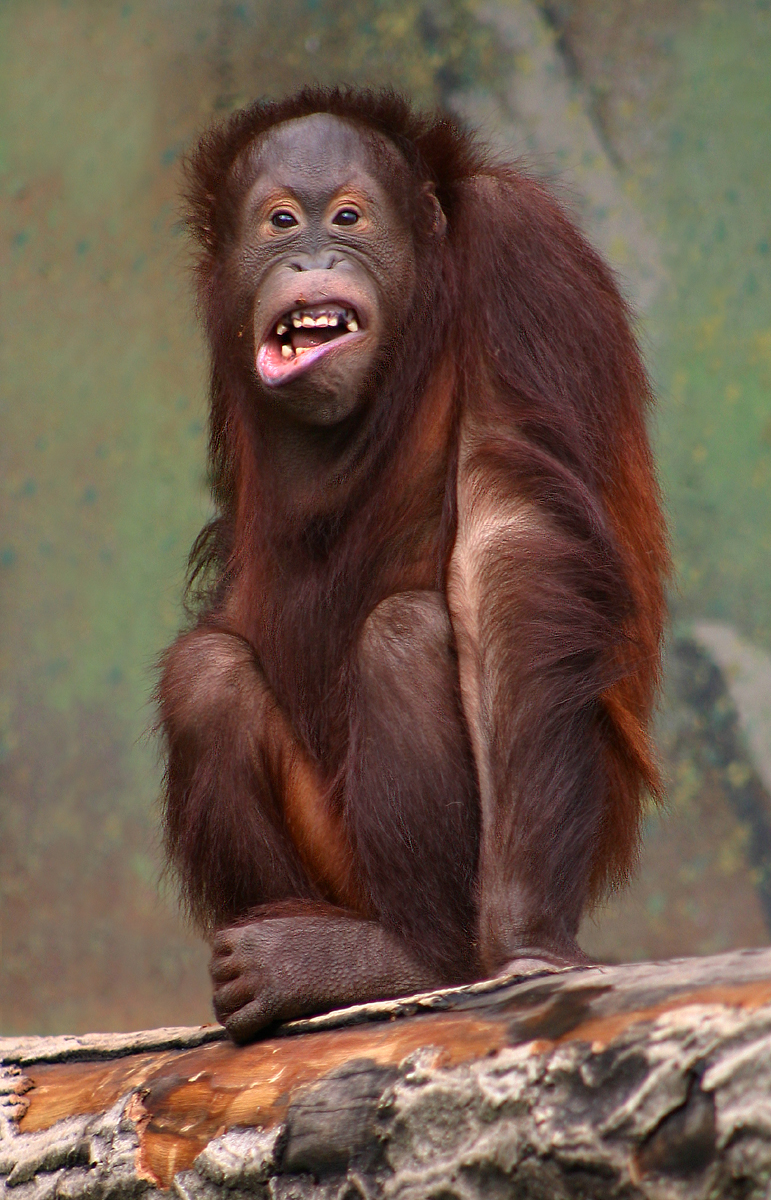
یک اورانگوتان در حال خندیدن

خنده در جانوران یا خنده در غیر از انسان رفتار جانوری را توصیف می‌کند که شبیه خنده انسان است. برخی از جانوران مانند انسان‌ها، برای نشان دادن بازیگوشی، رهایی از استرس یا نشان دادن نشانه‌های لذت می‌خندند. در میان تمام حیواناتی که می‌خندند، این پدیده بیشتر در پستانداران مشاهده و درک می‌شود.چندین گونه غیرانسانی صداهایی را نشان می‌دهند که شبیه به خنده انسان است. بخش قابل توجهی از این گونه‌ها پستانداران هستند، که نشان می‌دهد عملکردهای عصبی در اوایل فرایند فرگشت پستانداران رخ داده‌است. خنده به عنوان ارتباط در بیش از ۶۵ گونه یافت می‌شود. این فهرست شامل انواع پستانداران، گاوها و سگ‌های اهلی، روباه، فوک‌ها و خدنگ‌ها و همچنین سه گونه پرنده از جمله طوطی‌ها و زاغی‌های استرالیایی است.
شنیدن و تشخیص خنده سایر گونه‌ها برای انسان سخت است، زیرا تنوع بسیاری دارد. اما با بررسی صدای موش‌ها، دانشمندان مشاهده کردند که موش هنگام بازی با یکدیگر همان صدای جیر جیر متمایز را ایجاد می‌کنند که وقتی یک پژوهشگر موشر را غلغلک می‌دهد. به نظر می‌رسد که خنده ممکن است یک رفتار پستاندارانی فراگیر باشد که به جای شوخی، با پیوند اجتماعی و محبت مرتبط است.

## میمون‌ها
شامپانزه معمولی، گوریل و اورانگوتان در پاسخ به تماس فیزیکی مانند کشتی، تعقیب و گریز یا قلقلک صداهایی شبیه خنده نشان می‌دهند. برخی اورانگوتان نیز به تردستی که توسط انسان انجام می‌شود، با خنده واکنش نشان می‌دهند. این رفتار هم در شامپانزه‌های وحشی و هم در شامپانزه‌های اسیر ثبت شده‌است. خنده شامپانزه برای انسان به راحتی قابل تشخیص نیست، زیرا با دم و بازدم متناوب که بیشتر شبیه نفس کشیدن و نفس نفس زدن است، ایجاد می‌شود. شبیه به جیغ زدن است. تفاوت‌های بین خنده شامپانزه‌ها و انسان‌ها ممکن است نتیجه سازگاری‌هایی باشد که برای توانمند کردن گفتار انسان تکامل یافته‌است. یک مطالعه صداهایی را که توسط نوزادان انسان و بونوبوها هنگام قلقلک دادن ایجاد می‌شود، تجزیه و تحلیل کرد. این نشان داد که اگرچه خنده بونوبو فرکانس بالاتری داشت، اما خنده از همان الگوی سونوگرافی نوزادان انسان پیروی می‌کرد تا حالت‌های چهره مشابه را در بر بگیرد. انسان‌ها و شامپانزه‌ها در قسمت‌های قلقلکدار بدن مانند زیر بغل و شکم مشترک هستند. چارلز داروین به این نکته اشاره کرده‌است که شامپانزه‌ها صدایی شبیه خنده انسان دارند؛ بنابراین، فرگشت خنده، فقط به‌طور خود به خود و بدون ارتباط با دیگر جانوران در انسان‌ها به وجود نیامده است.
پژوهش‌ها به شباهت اشکال خنده در بین انسان‌ها و میمون انسان‌نما (شامپانزه معمولی، گوریل و اورانگوتان) هنگام قلقلک دادن اشاره کرده‌است که نشان می‌دهد خنده ناشی از منشأ مشترک در میان گونه‌های پستانداران، و بنابراین فرگشت قبل از پیدایش انسان است.
بر اساس تحقیقات خنده، داویلا راس و همکاران، که حرکات ماهیچه‌های صورت را در شامپانزه‌های خندان بررسی کردند؛ مشخص شد که این شامپانزه‌ها هنگام خنده لب‌های خود را از هم جدا می‌کنند در حالی که فک‌های خود را به طرف پایین می کشند و اغلب آنها هر دو گوشه لب را به عقب و به سمت بالا می‌کشند و لب‌های بالایی خود را (که دندان‌های بالایی خود را آشکار می‌کند) و همچنین گونه‌های خود را (که باعث ایجاد چین و چروک در اطراف چشم می‌شود) بالا می‌آورند. این حرکات صورت میمون‌ها با انسان‌های خندان مطابقت دارد. در مجموع، این مطالعه نشان داد که خنده انسان و همچنین چهره‌ مشخص‌کننده خنده یک مبنای ماقبل انسانی دارند.
اگر یک شامپانزه بخندد، گاهی شامپانزه دیگری در پاسخ به خنده شامپانزه دیگر می‌خندد. علاوه بر این، شامپانزه‌هایی که به خوبی یکدیگر را نمی‌شناسند، بیشتر از شامپانزه‌های آشنا می‌خندند. این نشان می‌دهد که شامپانزه‌ها از خنده به عنوان راهی برای کاهش موقعیت‌های پرتنش استفاده می‌کنند. از طریق این رفتار، شامپانزه‌ها از خنده به عنوان یک روان‌کننده اجتماعی برای بالا بردن سطح انسجام در یک گروه استفاده می‌کنند.

## سگ
سگ‌ها توانایی خندیدن را دارند. هنگامی که سگ‌ها می‌خندند، آنها نفس نفس می‌زنند. در برخی موارد، این صدا حتی می‌تواند شبیه به خنده انسان باشد. دانشمندان دریافتند که پخش این صداهای نفس نفس زدن برای سگ‌های دیگر باعث شروع بازی خود به خود، افزایش رفتار اجتماعی و کاهش استرس می‌شود. سگ‌ها علاوه بر خندیدن، هنگام خوشحالی دم خود را تکان می‌دهند و برخی چهره‌ای شاد به خود می‌گیرند که بسیار شبیه به لبخند انسان است.

## فیل
فیل‌ها گله‌های تنگ بافته‌ای از اعضای خانواده تشکیل می‌دهند و از هوش بالایی برخوردارند. آنها می‌توانند کارهای پیچیده را انجام دهند، ابزارها را دستکاری کنند و خود، مردم و سایر فیل‌ها را بشناسند؛ بنابراین، جای تعجب نیست که فیل‌ها نیز جزو لیست حیواناتی هستند که می‌خندند. فیل‌ها اغلب رفتارهای بازیگوشی انجام می‌دهند و ممکن است همدیگر را به هم بزنند یا کلاهبرداری کنند. علاوه بر این، بچه فیل‌ها هنگام بازی ممکن است صدایی شبیه به قهقهه انسان ایجاد کنند. یکی دیگر از صداهای رایجی که فیل‌ها هنگام خوشحالی می‌کنند، بوق زدن با خرطوم‌هایشان است. همه این شواهد به تقویت این تصور کمک می‌کند که فیل‌ها می‌توانند بخندند.

## دلفین‌ها
در سال ۲۰۰۴، محققانی که در سوئد روی دلفین‌ها مطالعه می‌کردند، متوجه مجموعه خاصی از صداها شدند که قبلاً آن‌ها را نشنیده بودند. این صداها شامل یک انفجار کوتاه از پالس‌ها و به دنبال آن یک سوت بود. پس از مشاهدات بیشتر، محققان دریافتند که این سیگنال‌ها فقط توسط دلفین‌ها در حین بازی‌بازی ساخته می‌شوند، و هرگز در درگیری‌های تهاجمی. نتیجه‌گیری آنها این بود که این صداها توسط دلفین‌ها برای نشان دادن خوشایند و/یا غیرتهدید کننده بودن وضعیت و جلوگیری از تبدیل آن به چیزی شبیه به یک مبارزه واقعی ساخته می‌شد. به گفته روانشناسان، این دلیل وجود خنده در وهله اول است و نشان می‌دهد که این صداها معادل دلفین خنده یک انسان است.